# Universidade do Estado de Santa Catarina
Universidade do Estado de Santa Catarina (UDESC) é uma instituição de ensino superior pública brasileira do estado de Santa Catarina. Criada em 1965, oferece ensino gratuito e destaca-se como uma das melhores universidades estaduais do país. Sua missão é comprometer a gestão do conhecimento com o momento e o futuro de Santa Catarina.

## Centros
A UDESC divide-se em onze centros espalhados pelo estado. Cada centro é estrategicamente localizado em regiões diferentes com o objetivo de suprir as necessidades de cada região. Além dos onze centros de ensino (ensino presencial), a UDESC proporciona o Centro Ensino a Distância.

### CAV
O Centro de Ciências Agroveterinárias - CAV - localiza-se na cidade de Lages, na Serra Catarinense, a uma distância de 216 quilômetros de Florianópolis.
O CAV ministra cursos de graduação em Medicina Veterinária, Agronomia, Engenharia Ambiental e Engenharia Florestal, além dos cursos de Pós-Graduação em Mestrado em Ciências do Solo, Mestrado em Produção Vegetal, Mestrado em Ciência Animal e Mestrado em Engenharia Florestal, além de Doutorado em Manejo do Solo e em Ciência Animal. 
O CAV possui 79 hectares ocupadas por projetos de pesquisa, mais de 35 laboratórios, Hospital de Clínica Veterinária, estufas, cultivos experimentais etc. O corpo docente é composto por mais de uma centena de professores altamente especializados e com, na sua maioria, doutorado e pós-doutorado.
Atualmente foi inaugurado o novo prédio da Engenharia Florestal. A obra de 5,5 mil metros quadrados teve investimento de recursos próprios da Udesc no valor de R$ 10,4 milhões. A estrutura conta com oito salas de graduação, cinco salas de pós-graduação, 18 salas de professores, dez banheiros, sala multiuso, copa e auditório. Além disso, no subsolo do novo prédio, encontram-se onze laboratórios da Tecnologia da Madeira, sendo uma das áreas de pesquisa mais importantes e produtivas para o curso. 
O CAV é considerado um dos melhores centros de ensino agropecuário do país, segundo as avaliações do Ministério da Educação, pelas publicações privadas sobre ensino superior, pelos resultados dos exames nacionais e pela permanente demanda de egressos com que o mercado reconhece os profissionais formados no CAV.

### CEO
O Centro de Educação Superior do Oeste- CEO - localiza-se nas cidades de Chapecó, Palmitos, e Pinhalzinho, todas a cerca de 650 quilômetros de Florianópolis. Em Chapecó, encontra-se o curso de Zootecnia e Enfermagem; na cidade de Pinhalzinho está instalado o curso de Engenharia de Alimentos.

### FAED
O Centro de Ciências Humanas e da Educação - CCHE/FAED - foi a primeira faculdade criada da UDESC, no ano de 1963, e transferiu-se de endereço em julho de 2007. O prédio que abrigou a FAED durante 45 anos fica na Rua Saldanha Marinho, no centro de Florianópolis, e tem uma história muito importante para a educação do estado de Santa Catarina. Construído em 1922, em estilo neoclássico, abriu a Escola Normal Catarinense, voltada ao magistério, e deu origem ao Instituto Estadual de Educação, hoje um dos maiores colégios públicos da América Latina. Atualmente, o prédio abriga o Museu da Escola Catarinense, onde acontecem várias exposições e eventos.
Foi em 1964 que a primeira faculdade de pedagogia do Brasil iniciou o funcionamento. Em 1974 foram criados os cursos de Estudos Sociais, Biblioteconomia e Educação Artística. Já na década de 1980 o último se desmembrou e deu origem ao CEART, instalado no terreno do Itacorubi, junto com a Reitoria e a ESAG. Em 1989 o curso de Estudos Sociais se dividiu em História e Geografia, e, após muitas alterações curriculares, a FAED permanece hoje oferecendo estes mesmo quatro cursos.
O crescimento do centro - em 1990, com os novos estatuto e regimento da universidade, a Faculdade de Educação se transformou em Centro de Ciências da Educação - fez necessária a busca por espaços mais adequados e que dessem suporte aos novos tempos. Da mesma forma, a cidade de Florianópolis cresceu e o seu Centro se transformou em uma região comercial, com muitos órgãos públicos, bancos e atividades ligadas ao terceiro setor. Dessa forma, uma antiga casa do estado localizada na Praça dos Bombeiros, na rua Visconde de Ouro Preto, que deu origem à ESAG, foi utilizada para abrigar alguns setores de pesquisa e extensão, como o PET geografia e o laboratório de Geologia, e, posteriormente, os mestrados em Educação e História, criados no fim de 2006. Entretanto, não foi o suficiente. Dois andares de um prédio localizado na rua Deodoro, afluente da rua Tenente Silveira, foram alugados pelo centro para abrigarem núcleos e laboratórios, como o Laboratório de Geoprocessamento, o Núcleo de Estudos Históricos e o próprio PET. Essas duas localidades eram conhecidas como as "Dapes" (em referência à repartição já extinta "Direção assistente de pesquisa e extensão"). Ainda assim, faltava mais, e começava a ganhar força a ideia de um novo espaço para a FAED, um novo prédio. Já na década de 2000, a biblioteca saiu do prédio central e foi para um espaço alugado no Clube 12 de agosto, na avenida Hercílio Luz. No quinto andar deste mesmo clube, mais salas foram alugadas para abrigarem núcleos e os Centros Acadêmicos.
Em 1998 foi anunciada a ordem de serviço para o novo prédio, do qual há mais de 10 anos já se falava. Ele iria ficar no Itacorubi, junto do CEART e da ESAG. Entretanto, as obras não começaram devido a falhas da administração do reitor Raimundo Zumblick. A universidade entrou em uma profunda crise, culminando com o turbulento processo eleitoral para a reitoria em 2002 e a abertura da CPI da UDESC. pela assembleia legislativa de Santa Catarina. Quando a UDESC estava se normalizando, o reitor pró-tempore José Carlos Cechinel chegou a oferecer um novo espaço até a conclusão do novo prédio na BR-101, mas a comunidade faediana rejeitou a oferta. Em 2005, quando inicia o mandato do diretor geral professor Jarbas Cardoso, a empresa que estava desde 1998 com a licitação para a construção do prédio faliu, adiando ainda mais o sonho da mudança da FAED, e o tornando em um mito. Foi contratada então a empresa Salves empreiteira e mão-de-obra, tendo como primeira tarefa refazer a fundação, que até então era a única etapa construída, e que estava com erros de projeção.
Em julho de 2007 a FAED finalmente deixou o centro da cidade e juntou-se à ESAG e ao CEART no Itacorubi, mas a DAPE I, na rua Visconde de Ouro Preto, ainda está funcionando, abrigando os mestrados. Outro prédio está previsto, e ambos se fecharão entre si.

### CCT
O Centro de Ciências Tecnológicas foi criado sob a denominação de Faculdade de Engenharia de Joinville (FEJ), pelo governo do Estado de Santa Catarina, em 09 de outubro de 1956, através da Lei nº 1520/56, que instituiu um curso de Engenharia, a ser implantado no interior do Estado. Foi a primeira tentativa da interiorização do ensino superior, tradicionalmente restrito às capitais dos estados. Joinville por ser o maior pólo industrial do Estado de Santa Catarina, constitui-se um local ideal para a concretização desse sonho. O primeiro vestibular foi realizado em julho de 1965, com apenas 09 candidatos, mas somente em 1° de agosto do mesmo ano foi que a Instituição iniciou suas atividades, com o curso de Engenharia de Operação, modalidade Mecânica de Máquinas e Motores.
O Centro de Ciências Tecnológicas - CCT - é o maior Centro de Ensino da UDESC, e está sediado na cidade de Joinville.

### CEPLAN
O Centro de Educação do Planalto Norte (CEPLAN), sediado em São Bento do Sul, foi criado em setembro de 2006, pela resolução Nº 266/2006 do Conselho Universitário (CONSUNI) da UDESC. Apesar de ter surgido recentemente, anteriormente o então Centro era uma extensão do Centro de Ciências Tecnológicas (CCT), que oferecia dois cursos de graduação na cidade desde 1994.

#### Expansão do Centro
Em 2009, para investir na expansão da sua infraestrutura, o CEPLAN recebeu 5,5 milhões. No plano da expansão, estão previstos a construção de um auditório, um refeitório, diversos laboratórios de ensino e pesquisa, um micro-ônibus, além de um novo bloco. Segundo o diretor geral do Centro, Pio Campos Filho, o laboratório de Química deverá ser o mais avançado tecnologicamente do Estado.

### CEAD
O Centro de Educação a Distância - CEAD - está sediado no Bairro do Itacorubi, em Florianópolis, e oferece o curso de Pedagogia (Licenciatura Plena), desenvolvido 80% (2.565 horas) à distância, e 20% (645 horas) em encontros presenciais.

### CEART
O Centro de Artes, fundado em 1974, está instalado no Bairro do Itacorubi, próximo ao centro de Florianópolis. Além de ser uma das poucas universidades públicas a oferecer 3 habilitações em Design (Design Gráfico, Design Industrial e Design de Moda), oferece cursos de graduação em Artes Plásticas, Artes Cênicas e Música. Na pós-graduação, Teatro, Artes Visuais e Música. Os alunos do Centro de Artes ainda podem ingressar na Inventório - Empresa Júnior de Design e Moda, a qual fornece base e incentivo para capacitação profissional de seus integrantes.

### CEFID
O Centro de Ciências da Saúde e do Esporte (CEFID) da Universidade do Estado de Santa Catarina (UDESC) tem suas origens no Curso Normal de Educação Física, implantado em 1964 pela Secretaria da Educação. Mantido pelo Governo do Estado até 1968, subordinou-se, logo a seguir, à Fundação Educacional de Santa Catarina (FESC).
Desde sua implantação até 1971, o curso desenvolveu suas atividades práticas nas instalações esportivas do Educandário 25 de Novembro, no Bairro Agronômica, mudando-se depois para o Quartel Geral da Polícia Militar do Estado, na Praça Getúlio Vargas, e no Ginásio Charles Edgar Moritz. Simultaneamente, as atividades teóricas se concentravam no Grupo Escolar Arquidiocesano São José e na Escola Superior de Administração e Gerência, no Centro.
Em 1972 o curso transferiu todas as suas atividades para o bairro Coqueiros, onde já estavam previstas as instalações para o funcionamento do Curso Superior de Educação Física de SC, que foi oficializado pelo Decreto Federal nº 71.819, de 6 de fevereiro de 1973. O Curso Superior de Educação Física iniciou suas atividades em 10 de abril do mesmo ano.
De abril de 1973 a dezembro de 1976 funcionaram na Escola Superior de Educação Física (ESEF) o Curso Normal de Educação Física, o Curso Superior de Educação Física e o Curso Profissional de Educação Física. Em 16 de dezembro de 1976, através do Decreto nº 78.967, o curso de Educação Física foi reconhecido. A partir de 1984, a antiga ESEF passou a se chamar Centro de Educação Física, Fisioterapia e Desportos - CEFID, denominando-se mais tarde Centro de Ciências da Saúde e do Esporte.
O Curso de Fisioterapia foi criado através da Resolução 013/93, CONSUNI - UDESC, de 27/04/93, e implantado no segundo semestre de 1994, sendo modificada pela Resolução CONSUNI 042/94, de 20 de dezembro de 1994. Sua aprovação no Conselho Estadual de Educação – CEE – ocorreu em 31 de agosto de 1994. O curso foi reconhecido em 8 de março 1999, publicado no Diário Oficial do estado de Santa Catarina, através do Decreto 072.
Em 1997, teve início no CEFID o Programa de Mestrado em Ciências do Movimento Humano, que foi reconhecido pelo CEE/SC, nos termos da Lei Darcy Ribeiro de Diretrizes e Bases da Educação Nacional, reconhecido pelo Decreto Estadual N.º 1574, de 23.08.2000, publicado no DOU de Santa Catarina em 24/08/2000. O Mestrado, projeto submetido à CAPES, órgão máximo de coordenação da Pós-Graduação no país, foi aprovado e recomendado em 2000 e obteve conceito 4 na última avaliação da CAPES. O Doutorado obteve aprovação e recomendação junto à CAPES em 2008, tendo iniciado seu funcionamento no primeiro semestre de 2009.
O Programa de Mestrado em Fisioterapia foi aprovado pela CAPES em dezembro de 2010 e iniciará suas atividades em agosto de 2011.

### ESAG
A Escola Superior de Administração e Gerência - ESAG - está sediada em Florianópolis, junto ao prédio da reitoria da UDESC, mantendo turmas remanescentes do curso de Administração Pública em Balneário Camboriú. Oferece os Cursos de Graduação em Administração de Empresas e Administração Pública além do novo curso de Ciências Econômicas implantado em 2008, e os Cursos de Pós-Graduação de MBA em Administração Global e Mestrado em Administração.
Ao ingressarem na ESAG os alunos têm a oportunidade de participarem da ESAG Jr. Consultoria em Administração. A ESAG Jr. é uma empresa júnior, organização sem fins lucrativos, gerida e administrada por alunos da graduação, que presta serviços de Consultoria na área de Gestão Empresarial para pequenas e médias empresas, a preços abaixo do mercado.

### CEAVI
O Centro de Educação Superior do Alto Vale do Itajaí, com sede em Ibirama, nasceu no final de 2006 da incorporação pela UDESC da Fundação Educacional Hansa Hammonia, fruto do decreto N° 4.832 do então governador Eduardo Pinho Moreira, que criava o Centro e dispunha de aumento de repasse de verba para que a universidade o criasse. Fora muito criticado pela forma autoritária que o Governo do Estado o impôs.
Em 2007 o Centro iniciou as suas atividades com os cursos de Bacharelado em Sistemas de Informação e Bacharelado em Ciências Contábeis. Atualmente oferece os cursos de Bacharelado em Engenharia Civil, Bacharelado em Engenharia de Software e Bacharelado em Ciências Contábeis.

### CERES
O Centro de Ensino da Região Sul tem sede em Laguna iniciou seu funcionamento oferecendo o curso de Arquitetura e Urbanismo. Assim como o CEAVI, sua criação teve como base o decreto N° 4.832 do governador Eduardo Pinho Moreira, que obrigou o CONSUNI a aprovar a criação dos novos Centros, embora não tenha havido compensação financeira (aumento de repasse orçamentário) por parte do Governo do Estado.
Como justificativa, o Governo argumentou que houve sim um aumento no final de 2006, onde o repasse passou de 1,95 para 2,05% do orçamento líquido do estado. Entretanto, antes desse aumento a universidade vivia em uma crise financeira após a aprovação do novo plano de cargos e salários em Abril de 2006.
A Universidade do Estado de Santa Catarina (UDESC),  percebendo o potencial do segmento e a vocação econômica e cultural da região sul, criou o Curso de Graduação em Engenharia de Pesca no segundo semestre de 2010, sendo o primeiro curso do gênero nas regiões sudeste e sul do litoral brasileiro.
Em dezembro de 2015, O Conselho Universitário (Consuni), da Universidade do Estado de Santa Catarina (Udesc), aprovou a criação do Bacharelado em Ciências Biológicas, nas opções Biologia Marinha e Biodiversidade. De acordo com o diretor-geral da Udesc Laguna, Carlos André da Veiga Lima Rosa, os dois cursos se revezarão na abertura de turmas. A intenção é oferecer vagas de Ciências Biológicas no Vestibular de Inverno e de Engenharia de Pesca no Vestibular de Verão. A nova graduação contará com 40 vagas por turma, sendo 20 para Biologia Marinha e 20 para Biodiversidade. Em cada opção, 15 vagas serão preenchidas via vestibular e cinco pelo Sistema de Seleção Unificada (Sisu), que usa notas do Exame Nacional do Ensino Médio (Enem).
Em 2017, foi inaugurada a Unidade de Estabilização da Fauna Marinha do Sul Catarinense na Praia do Gi, em Laguna. Com 600 metros quadrados, o espaço é usado para resgate, tratamento e reabilitação de aves, répteis e mamíferos marinhos, e conta com uma equipe de profissionais de Biologia, Medicina Veterinária e Oceanografia. Primeira do gênero na região, a estrutura do local inclui salas para educação ambiental, laboratórios de pesquisa, escritórios administrativos, alojamento e sistema de tratamento e de coleta de água da chuva. A unidade integra o Projeto de Monitoramento de Prais da Bacia de Santos (PMP-BS), da Petrobras, que visa avaliar a interferência das atividades de produção e escoamento de petróleo sobre os animais marinhos da região, através do monitoramento das praias e do atendimento veterinário a animais vivos e mortos. 

### CESFI
O Centro de Educação Superior da Foz do Itajaí é sediado em Balneário Camboriú, tendo sido criado pelo Decreto Estadual 3.276/2010, assinado pelo governador Leonel Pavan. No final de 2010 o governo do Estado aumentou o repasse orçamentário (compensação financeira), para viabilizar o pleno funcionamento do Centro. No mesmo ano, a Prefeitura de Balneário Camboriú efetivou a doação de área de terra localizada na Avenida Lourival Cesário Pereira – Bairro Nova Esperança, com mais de 6 mil m2, para viabilizar a construção da sede própria do Centro.
A criação do CESFI atendeu a uma demanda da sociedade civil da microrregião da Foz do Itajaí (AMFRI), que fundou o Movimento Voluntário Universidade Pública e Gratuita (MOVUP), angariando apoios em um abaixo-assinado para a criação de um Campus da UDESC em Balneário Camboriú. O documento angariou mais de doze mil assinaturas.
Em 2011 o Centro iniciou suas atividades, ofertado o curso de Engenharia de Petróleo, que em seu primeiro vestibular já foi o curso mais concorrido do vestibular da UDESC. A partir de 2014 o centro passou a ofertar também o curso de Administração Pública, retomando o ensino que era anteriormente ofertado pela ESAG.

## Personalidades públicas que frequentam ou frequentaram a instituição

### Através da docência
- Luiz Henrique da Silveira[5], ex-governador, lecionou até 1974 na unidade de Joinville (FEJ/CCT).

### Através da discência
- Esperidião Amin, ex-governador e senador por Santa Catarina, estudou Administração na Udesc ESAG entre 1966 e 1969. Também lecionou na ESAG e FAED.
- Gustavo Kuerten, ex-tenista tricampeão de Rolland Garros, ingressou no curso de Teatro do CEART em 2009[6].